# Oncorhynchus masou ishikawai
Cá hồi satsukimasu, cá hồi masu đối đỏ hay amago (Oncorhynchus masou ishikawai) là một loài cá hồi Thái Bình Dương trong chi Oncorhynchus. Nó là loài đặc hữu của Nhật Bản.
Ban đầu nó được miêu tả là một loài và được chú thích bởi IUCN, nhưng về sau này nó thường được xem là một phân loài của cá hồi masu (Oncorhynchus masou). Các nguồn khác, bao gồm FishBase, và Catalog of Fishes không xem nó là một phân loài về hệ thống học của O. masou masou.

## Hình ảnh

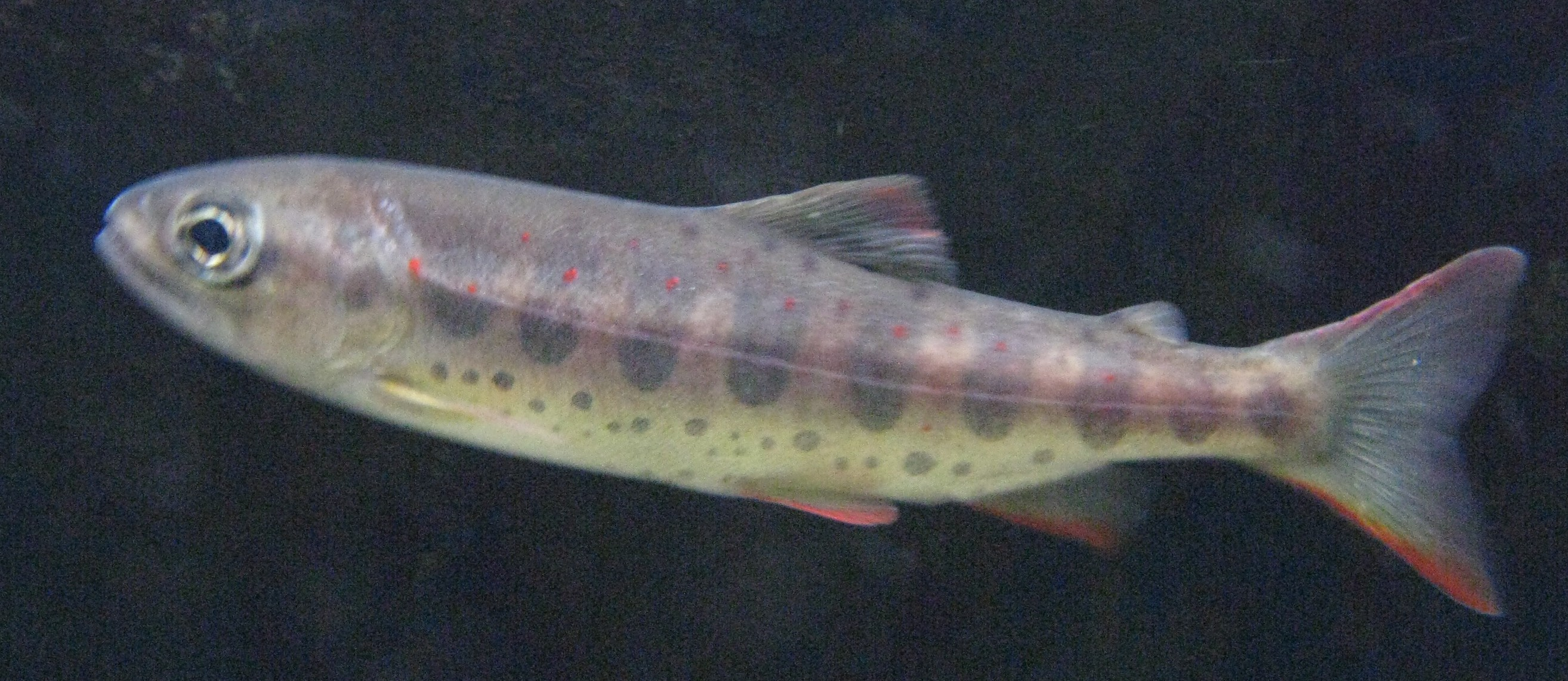